# Белмон (Ду)
Белмон (фр. Belmont) насеље је и општина у источној Француској у региону Франш-Конте, у департману Ду која припада префектури Безансон.
По подацима из 2011. године у општини је живело 62 становника, а густина насељености је износила 13,14 становника/km². Општина се простире на површини од 4,72 km². Налази се на средњој надморској висини од 613 метара (максималној 633 m, а минималној 535 m).

## Демографија
| 1962. | 1968. | 1975. | 1982. | 1990. | 1999. | 2011. |
| ----- | ----- | ----- | ----- | ----- | ----- | ----- |
| 46    | 52    | 43    | 49    | 47    | 60    | 62    |

График промене броја становника у току последњих година